# Ben Keith

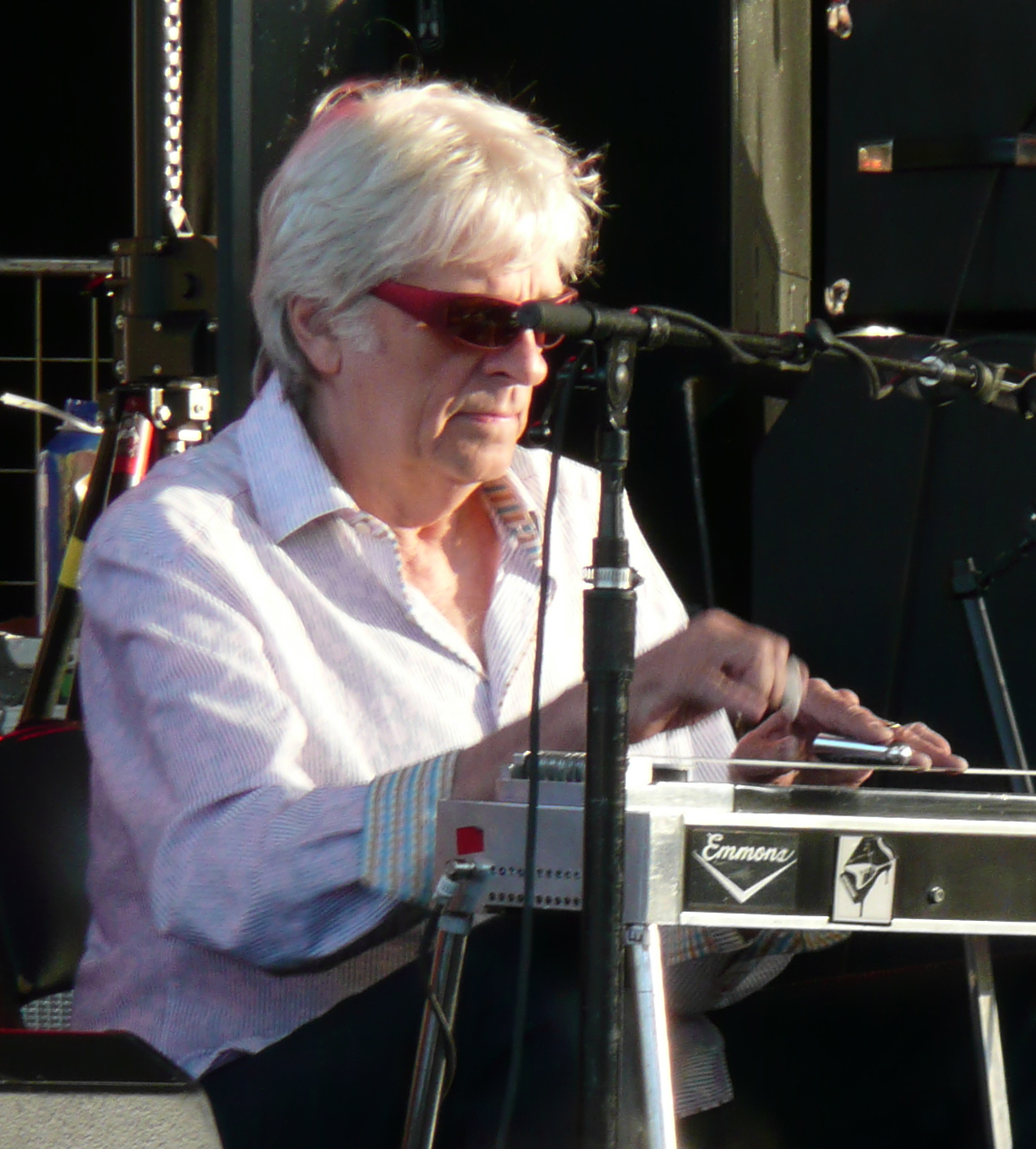
Ben Keith

Bennett Keith Schaeufele (* 6. März 1937 in Fort Riley, Kansas; † 26. Juli 2010 in La Honda, Kalifornien), besser bekannt unter seinem Künstlernamen Ben Keith, war ein US-amerikanischer Musiker und Musikproduzent. Der Multiinstrumentalist wurde vor allem durch seine fast vier Jahrzehnte überbrückende Zusammenarbeit mit Neil Young bekannt.

## Biografie
Geboren in Fort Riley wuchs Ben Keith in Bowling Green in Kentucky auf. Ab Mitte der 1950er spielte er als Sessionmusiker in Nashville, Tennessee. Er war ein begehrter Gitarrist, sein Lieblingsinstrument war die Lap-Steel-Gitarre.
1971 wurde Keith Mitglied der „Stray Gators“, mit denen Neil Young das Album Harvest aufnahm. Die Zusammenarbeit der beiden sollte fast vier Jahrzehnte bis zum Tod von Ben Keith andauern.
Daneben arbeitete Keith auch mit vielen anderen bekannten Musikern zusammen, darunter Terry Reid, Todd Rundgren, Lonnie Mack, The Band, David Crosby, Graham Nash, Paul Butterfield, J. J. Cale, Linda Ronstadt, Warren Zevon, Ian and Sylvia, Emmylou Harris, Willie Nelson, Waylon Jennings, Anne Murray und Ringo Starr. Keith produzierte auch das Debütalbum von Jewel, Pieces of You (1995), und nahm zwei Soloalben auf (1984 und 1994). 2006 ging er erneut mit Crosby, Stills, Nash & Young auf Tour.
Während der Arbeit an einem Projekt mit Neil Young starb er im Alter von 73 Jahren an einem Herzinfarkt auf dessen Ranch.

## Diskografie
- 1984: To a Wild Rose
- 1994: Seven Gates: A Christmas Album by Ben Keith and Friends – 2008 als Christmas at the Ranch neu aufgelegt

für Neil Young
- 1972: Harvest (Reprise Records)
- 1973: Time Fades Away (Reprise)
- 1973: Tonight’s the Night (Reprise; erschienen 1975)
- 1974: On the Beach (Reprise)
- 1977: American Stars ’n Bars (Reprise)
- 1977: Comes a Time (Reprise; erschienen 1978)
- 1983: Everybody’s Rockin’ (Geffen Records)
- 1985: Old Ways (Geffen)
- 1992: Harvest Moon (Reprise)
- 2000: Silver & Gold (Reprise)